# Кеннингтон
Ке́ннингтон (англ. Kennington) — район в южной части Лондона. Большая часть района расположена в лондонском боро Ламбет, проходя вдоль границы с боро Саутуарк, которая с раннего средневековья прослеживается между общинами Ламбет и Сент-Джордж этих боро соответственно. Расположен в 2,3 км к югу от Чаринг-Кросс во Внутреннем Лондоне и в Плане Лондона определяется как местный центр. Кеннингтон был одним из королевских имений старинной общины Сент-Мэри в графстве Суррей и являлся административным центром общины с 1853 года. Близость к центру города стала ключевым фактором развития района как жилого пригорода, и в 1855 году он был включён в городскую агломерацию Лондона.
В Кеннингтоне расположены три знаковые достопримечательности: крикетный стадион Овал, Имперский военный музей и парк Кеннингтон. По результатам переписи населения 2011 года численность населения составила 21 287 человек.

## История

### Этимология
Кеннингтон упоминается в «Книге Страшного суда» 1086 года как Ченинтьюн (Chenintune). В 1229 году он упоминался как Kenintone, в 1263 году — как Kenyngton. Миллс полагал, что название изначально являлось древнеанглийским и означает «хозяйство или имение, связанное с человеком по имени Сина (Cēna)». По другой версии, слово означает «имение короля» или «город короля».

### Ранний период
Наличие кургана и иных имеющих локальное значение географических особенностей свидетельствует о том, что этот район в древности считался священным местом собраний. Согласно «Книге Страшного суда», оно принадлежало ювелиру Теодорику (Teodric the Goldsmith). Оно включало одну гайду и три виргаты; три плуга и четыре акра (16 000 м²) лугов. Также оно ежегодно приносило 3 фунта. Усадьба Кеннингтон была отделена от поместья Воксхолл рекой Эффра — притоком Темзы. Небольшая река Некинджер протекала вдоль северной части Кеннингтона примерно там, где в настоящее время находится Брук-драйв (ручей), по-прежнему образующий границу боро. Обе реки в настоящее время переведены в подземные трубы.
Хардекнуд, король Дании и Англии, умер в Кеннингтоне в 1042 году. Гарольд Годвинсон получил корону на следующий день после смерти Эдуарда Исповедника в Кеннингтоне; утверждается, что он надел её на свою голову. В 1231 году Генрих III содержал там двор; и, согласно Матвею Парижскому, в 1232 году Парламент заседал в Кеннингтоне.
Эдуард III передал усадьбу Кеннингтон своему старшему сыну Эдуарду в 1337 году, после чего принц построил большой королевский дворец в треугольнике, образованном Кеннингтон-лейн, Санкрофт-стрит и Кардиган-стрит, вблизи Кеннингтон-Кросс. В 1377 году, согласно Джону Стоу, Джон Гонт прибыл в Кеннингтон, чтобы скрыться от разъярённых жителей Лондона. Джеффри Чосер работал клерком королевских работ в Кеннингтоне, за что получал 2 шиллинга. Также Кеннингтон был временным место пребывания Генриха IV и Генриха VI. Генрих VII был в Кеннингтоне перед своей коронацией. В 1501 году в Кеннингтонском дворце жила Екатерина Арагонская. В 1531 году по приказу короля Генриха VIII большая часть Кеннингтонского дворца была демонтирована, после чего материалы использовались при строительстве Уайтхолльского дворца.
Историческая усадьба Кеннингтон по-прежнему принадлежит старшему сыну (принцу Уэльскому, герцогу Корнуолльскому). Корнуолльское герцогство по-прежнему владеет значительным объёмом имущества в районе.

### XVIII век
В XVIII веке Кеннингтон получил значительное развитие. В начале века территория района фактически была деревней на дороге к югу от Лондона с общинной землёй, на которой проводились публичные казни. В 1746 году на общинной земле Кеннингтон были повешены, выпотрошены и четвертованы Фрэнсис Танели и восемь участников якобитского восстания. Тем не менее, район был достаточно значительным и был включён в пэрство Великобритании, а в 1726 году Уильям Август, герцог Камберлендский получил титул графа Кеннингтонского.
Развитие Кеннингтона происходило благодаря досягаемости до Лондона, обеспеченной построенным в 1750 году Вестминстерским мостом. В 1751 году была построена Кеннингтон-роуд, соединяющая общинную землю Кеннингтон (прежнее название, ныне — Парк Кеннингтон) и Вестминстер-Бридж-роуд. К 1770-м годам развитие района, приблизившее его к своему нынешнему виду, шло полным ходом. С восточной стороны от Кеннингтон-роуд были построены террасы домов, а в 1788 году была построена Кливер-сквер (в то время называвшаяся Принсес-сквер). Архитектор и девелопер Майкл Сирлс в 1790-х годах построил вдоль Кеннингтон-Парк-роуд дома с общей стеной.
Мошенник из Камберуэлла по имени Баджер стал последним человеком, подвергшимся повешению на общинной земле Кеннингтон, казнь произошла в 1799 году.

### XIX век
Современная планировка улиц Кеннингтона сформировалась к началу XIX века. Деревня приобрела вид полусельского пригорода с большими блокированными домами.
В начале XIX века общинная земля Кеннингтон имела дурную репутацию. Было предпринято множество попыток приобрести землю для строительства бассейна Гранд-суррейского канала, но ни одна из них не увенчалась успехом. Так как во второй половине XVIII века район развивался быстрыми темпами и его население сильно возросло, в XIX веке общинная земля Кеннингтон больше не использовалась для выпаса скота и других сельскохозяйственных целей. Она стала мусорной свалкой, местом собраний радикальных движений и помехой для района. Общинные права на часть земли были аннулированы, и в 1824 году на месте виселицы была построена церковь Св. Марка. Она стала одной из четырёх «церквей Ватерлоо» на юге Лондона и была открыта архиепископом Кентерберийским. В 1852 году по инициативе старшего священника церкви Св. Марка общинная земля была закрыта и стала первым общественным парком на юге Лондона.
Земельные анклавы между главными дорогами были построены в начале XIX века. Уолкот-сквер и Сент-Мэри-гарденс были построены в 1830-х годах на земле, ранее использовавшейся как коммерческий сад. В 1836 году было построено здание имперского суда (англ. Imperial Court) на Кеннингтон-лейн, предназначенное для частной школы Licensed Victuallers' School. Первый камень во имя короля Вильгельма IV заложил виконт Мельбурн. Крикетный стадион Овал в 1845 году был сдан в аренду герцогством Корнуолл команде графства Суррей по крикету, а смежные газгольдеры, являющиеся международной спортивной достопримечательностью, были построены в 1853 году.
Плотная застройка и использование крупных домов для совместного проживания разных семей привели к тому, что Кеннингтон стал «весьма сильно перенаселён в 1859 году, когда появилась дифтерия» (об этом Карл Маркс упоминал в «Капитале»). Церковь Св. Иоанна Богослова в Кеннингтоне, которую поэт Джон Бетчеман охарактеризовал как «самую великолепную церковь южного Лондона», спроектировал Джордж Эдмунд Стрит (архитектор Королевского судного двора на улице Стрэнд, Лондон), и она была построена в 1871—1874 годах.
Библиотека Дёрнинг на Кеннингтон-Кросс была спроектирована Сиднеем Смитом в 1889 году, архитектором галереи Тейт (современное название — Британская галерея Тейт), и является ярким примером неоготического стиля. Галерея была подарком жителям Кеннингтона от филантропа Джемины Дёрнинг Смит. Мужская общественная уборная, построенная напротив в 1898 году, в настоящее время является центром искусств ArtsLav и, вероятно, использовалась молодым Чарли Чаплином, писавшим в своей автобиографии о ночи, когда он оказался запертым и не мог попасть в гостиную и всю ночь слушал музыку в недавно открытом пабе Уайт Харт (ныне — Томмифилд). Когда его мать переживала тяжёлые времена, его отвезли со своим братом Сиднеем в другое известное место Кеннингтона — старый Ламбетский работный дом, где ныне расположен Музей кино.
В 1890 году Лондонским Сити и Сазеркским метрополитеном была открыта станция «Кеннингтон», в то время носившая название «Кеннингтон (Нью-стрит)», которая фактически находится на границе Ньюингтона, Суррей, и Кеннингтона и, таким образом, ныне расположена в боро Саутуарк.
Карта бедности в Лондоне, составленная Чарлзом Бутом в 1898—1899 годах, содержит ряд категорий улиц района; так, Кеннингтон-Парк-роуд имеет следующее описание: «Средний класс. Состоятельное [население]». Большинство улиц классифицированы так: «Смешанные. Некоторые благоустроены, остальные — бедные». Есть также несколько разбросанных улиц, которые описаны как «Бедные. От 18 до 21 фунта в неделю на среднюю семью». Карта показывает, что в районе имело место большое неравенство имущественного положения и комфорта между ближайшими соседями.

### XX век
В различные периоды XX века на Кеннингтон оказывали влияние два социальных фактора: снижение уровня жизни и, позднее, джентрификация. Первый из них проявлялся в начале века. Представители среднего класса перестали нанимать прислугу и больше не проявляли интереса к крупным домам в Кеннингтоне, предпочитая пригороды внешнего Лондона. Дома в районе подходили для совместной аренды и были разделены на квартиры и арендуемые комнаты, обеспечивая низкооплачиваемых работников дешёвым жильём.
В 1908 году Кеннингтон перестал быть административным центром муниципального района Ламбет. Ратуша, построенная, как и Ламбетский Вестри Холл (Суррей), для коммерческой деятельности округа в неоклассическом стиле на Кеннингтон-роуд, была недостаточно велика для надлежащего исполнения Советом графства своих функций. В Брикстоне была построена новая ратуша, а старая ратуша в настоящее время является зарегистрированным офисом Сельского альянса.
В 1913 году Мод Пембер Ривз выбрала Кеннингтон для исследования «Около фунта в неделю» (англ. Round About a Pound a Week), сосредоточенного на социальных условиях в районе. Она обнаружила, что «порядочные, но очень бедные люди, которые живут, находясь в тяжелейшем положении при такой невыносимой нищете, что они инстинктивно объединяются, чтобы предотвратить попадание людей, которых они хорошо знают, в схожие условия».
В рамках инициативы по совершенствованию района с 1915 года Корнуолльское герцогство осуществляло амбициозный проект по реконструкции района. Кортеней-сквер, Кортеней-стрит, Кардиган-стрит, Денни-стрит и Денни-кресент были построены в неогеоргианском стиле по проекту архитекторов Стэнли Давенпорта Эдсхэда, Стэнли Черчилля Рамсея и Джона Дьюка Кольриджа.
В 1922 году на Брук Драйв на основе бывшего работного дома была построена Ламбетская больница. Она находилась под контролем Совета Лондонского графства и в 1939 году вмещала до 1250 пациентов, являясь одной из крупнейших больниц Лондона. После создания Национальной службы здравоохранения она стала больницей общего профиля по оказанию экстренной помощи. В 1976 году открылось северное крыло больницы Сейнт Томас; оборудование перевели туда, а Ламбетская больница была закрыта. Сегодня значительная часть участка, где она располагалась, застроена жилыми зданиями, хотя некоторые строения заняты местным Ламбетским медицинским центром.
Станция «Кеннингтон» в 1925 году была в значительной мере реконструирована, чтобы обеспечить формирование Северной линии за счёт ответвления Чаринг-Кросс Северной линии и расширения Метрополитена Сити и южного Лондона.
Поскольку трамвайные и автобусные маршруты сходились в Кеннингтоне, в 1920-х годах церковь Св. Марка стала известна как «церковь трамвайщиков» и Кеннингтон называли «клэпхэмским перекрёстком южных путей».
К 1926 году завершилось строительство детской больницы Белгрейв, спроектированной Генри Перси Адамсом и Чарльзом Холденом. Больница была включена в группу больниц Кингс-Колледж и закрыта в 1985 году. В 1994 году она была реставрирована и переделана под жилые помещения. В 1930-х годах герцогство Корнуолл продолжило реконструкцию своего имущества в районе и наняло архитектора Луи де Суассона для проектирования ряда зданий в неогеоргианском стиле. 15 октября 1940 года крупное траншейное бомбоубежище под парком Кеннингтон было поражено бомбой массой 50 фунтов (23 кг). Число погибших остаётся неизвестным, но местные историки полагают, что тогда погибло 104 человека. Всего было найдено 48 тел. В 1962 году Совет Лондонского графства наделил комплекс социального жилья Брэндон Эстейт Лежащей фигурой № 3 — скульптурой Генри Мура.
Сейнт-Агнес-плейс была улицей с рядами домов середины викторианской эпохи, построенных для слуг Букингемского дворца. Совет Ламбета принял решение снести здания улицы, чтобы расширить парк Кеннингтон, и к концу 1960-х годов дома опустели. В 1969 году сквоттеры въехали в один из домов, а вскоре и в другие домовладения, и основали растафарианский храм. Сейнт-Агнес-плейс стала самой длинной улицей Лондона со сквотами — незаконно занятыми домами. С 1977 года Совет Ламбета пытался выселить сквоттеров и, в конечном итоге, смог сделать это в 2005 году при помощи Высокого суда. Дома и храм объявили непригодными для проживания и в 2007 году снесли. Большую часть этой территории была использована для расширения парка Кеннингтон, который занимает её по наши дни.
В 1968 году Совет Ламбета признал большую часть Кеннингтона природоохранной зоной, которая впоследствии была расширена в 1979 и 1997 годах. Акцент Совета на сохранении и защите архитектурного наследия Кеннингтона и совершенствовании его перспективных открытых пространств для отдыха и досуга иллюстрируется восстановлением в последнее десятилетие XX века центра Кливер-сквер, являющегося памятником архитектуры. Центр Кливер-сквер первоначально был засеян травой в 1790-х годах, а к 1870-м годам стал официально обозначенным садом, но к 1898 году он был культивирован и оборудован теплицами. В 1927 году Совет Лондонского графства приобрёл центр Кливер-сквер, чтобы предотвратить предложения о строительстве на его территории после чело были посажены новые деревья, а сад был засыпан гравием и на его месте была сооружена спортивная площадка. В годы войны, в частности, площадка стала несколько заброшенной, однако в 1950-х годах присущая Кливер-сквер привлекательность была признана вновь, и её состояние вновь стало переменяться к лучшему. В 1995 году Совет Ламбета при поддержке «Английского наследия» принял решение направить средства, выделенные Лотерейным фондом наследия, а также пожертвования жителей Кливер-сквер на реставрацию центра площади, чтобы вновь предоставить жителям Кеннингтона благовидное и спокойное общественное пространство. В летнее время большое количество людей, живущих в районе за его пределами, играют в центре площади в петанк.

### Начало XXI века
В последние годы Кеннингтон подвергся джентрификации, главным образом по причине расположения и налаженных транспортных связей с Вест-Эндом и Лондонским Сити. Историк Рой Портер описывал: «Викторианские виллы в… Кеннингтоне, давно обесцененные использованием в качестве ночлежных домов, были превращены в роскошные квартиры для молодых специалистов, объекты выгодной покупки для первых покупателей, или же возвращены тому классу семей, для которых изначально были построены». В свою очередь, Расс Уилли говорил о «воссоединении ранее раздробленной недвижимости» и том, что «упадок обращается вспять».
Трудно определить главную причину подобных изменений. Основными факторами можно считать расположение и транспорт. Хорошие архитектурные и строительные характеристики недвижимости в Кеннингтоне, характерные для георгианских и викторианских рядов домов из лондонского строительного кирпича, как правило, высотой в три этажа и выше, выходящих на главные дороги и площади, несомненно, способствовали джентрификации района. Тем не менее, значительная часть жилья в районе является муниципальной и принадлежит Совету, в том числе некоторые микрорайоны, прилегающие к Кеннингтон-лейн, ведущие к Элефант и Касл, а также вокруг территории парка Кеннингтон. В начале XXI столетия Совет Ламбета проводил постоянную программу модернизации своего жилищного фонда, во многих случаях также касающаяся улучшения его внешнего вида. Разнообразная социальная структура района демонстрирует смешанность его населения.

## Органы власти
Местным органом власти является Лондонский районный совет Ламбета (Lambeth London Borough Council). Кеннингтон включают три палаты совета: Овал, Принс и Вассалл, каждый из которых избирает трёх членов совета (общее число палат — 21). Каждая палата в настоящее время представлена тремя членами совета от Лейбористской партии. Выборы в совет проводятся раз в четыре года, при этом следующие выборы запланированы на 2026 год. В 2014 году впервые каждая палата была полностью представлена лейбористами.
Членом парламента от избирательного округа Воксхолл, в который входит Кеннингтон, в настоящее время является Флоренс Эшаломи от Лейбористской и Кооперативной партий. Кеннингтон входит в состав избирательного округа Ламбет и Саутуарк Лондонской Ассамблеи.

## Комментарии
1. ↑  Она получила своё название от двух домов на Кеннингтон-Парк-роуд, граничащих со входом на площадь, которые были построены Майклом Сирлсом для Джозефа Принса в 1760-х годах. В 1937 году название было изменено на Кливер-сквер в честь Мэри Кливер, владевшей этой землёй в XVIII веке.
2. ↑  Позже муниципальный район был упразднён и стал частью более крупного боро Ламбет.
3. ↑  Клифф Бейлис, председатель Ассоциации жителей Кливер-сквер с 1993 года до своей смерти в 1998 году, сыграл важную роль в обеспечении осуществления этой инициативы.